# Molophilus (Molophilus) grampianus
Molophilus (Molophilus) grampianus is een tweevleugelige uit de familie steltmuggen (Limoniidae). De soort komt voor in het Australaziatisch gebied.